# Federico Mekis
Federico Mekis Martínez (14 de agosto de 1955) es un abogado, empresario y político chileno.

## Vida familiar y estudios
Hijo de Patricio Mekis Spikin –quien fuera alcalde de Rancagua y Santiago– y Josefina Martínez Moreno. Casado con Isabel Rozas, tiene 4 hijos.
Cursó sus estudios primarios en el Rancagua College y los secundarios en el Santiago College. Ingresó a la Facultad de Derecho de la Universidad de Chile, titulándose de abogado.

## Carrera política
Inició sus actividades políticas en 1968, al inscribirse en el Partido Nacional. Al año siguiente, acompañó a su padre en su campaña a diputado en las elecciones parlamentarias.
En 1987, es uno de los miembros fundadores del partido Renovación Nacional, de cual integró su Comisión Política.
Es elegido diputado por el Distrito 32 (Rancagua) en las elecciones parlamentarias de 1989. Integró las Comisiones de Relaciones Exteriores, Integración Latinoamericana y Asuntos Interparlamentarios; la de Constitución, Legislación y Justicia; y la de Minería y Energía.
No se presentó a la reelección para un nuevo período.

## Historial electoral
- Elecciones parlamentarias de 1989, para el Distrito 32, Rancagua[2]